# Lady June's Linguistic Leprosy
Lady June's Linguistic Leprosy je první studiové album britské umělkyně June Campbell Cramer, známé jako Lady June. Výrazně se na albu podíleli Kevin Ayers, Brian Eno a David Vorhaus. Album vyšlo v roce 1974 u vydavatelství Caroline Records. Jde o její poslední album až do roku 1996, kdy vydala album Lady June's Hit and Myth.

## Seznam skladeb
Autory veškeré hudby jsou Kevin Ayers a Brian Eno a texty napsala June Campbell Cramer.
| Pořadí         | Název                       | Délka |
| -------------- | --------------------------- | ----- |
| 1.             | Some Day Silly Twenty Three | 2:25  |
| 2.             | Reflections                 | 1:10  |
| 3.             | Am I                        | 2:33  |
| 4.             | Everythingsnothing          | 4:25  |
| 5.             | Tunion                      | 4:16  |
| 6.             | The Tourist                 | 2:22  |
| 7.             | Bars                        | 2:46  |
| 8.             | The Letter                  | 4:03  |
| 9.             | Mangel/Wurzel               | 0:58  |
| 10.            | To Whom It May Not Concern  | 2:52  |
| 11.            | Optimism                    | 1:34  |
| 12.            | Touch Downer                | 1:59  |
| Celková délka: | Celková délka:              | 31:29 |

## Obsazení
- Lady June – zpěv
- Kevin Ayers – kytara, baskytara, zpěv
- Brian Eno – elektronická kytara, baskytara, zpěv
- Pip Pyle – bicí
- David Vorhaus – kaleidofon
- Jakob Klasse – klavír
- Martha – zpěv